# Loxostigma
Loxostigma, biljni rod iz porodice gesnerijevki. Pripadaju mu 35 vrsta: istočna Himalaja od Nepala do Butana, Indije, Mjanmara [Burme], JZ Kine, sjeverne Indokine

## Etimologija
Ime roda dolazi od grčkog λοξος, loxos = koso, i στιγμα, sgtigma = stigma, što se odnosi na koso dvolamelatu stigmu.

## Opis
Loxostigma je mali rod od oko 14 vrsta rasprostranjenih u južnoj Kini (Sichuan, Yunnan, Guizhou, Guangxi) i sjevernom Vijetnamu. Vrste su kopnene ili epifitske biljke koje rastu na vlažnim, mahovinastim stijenama ili na deblima u šumama, na nadmorskim visinama od 600 – 2600 m.
Vrste često imaju podzemni rizom ili niže stabljike koje puze i ukorjenjuju se na površini.  Broj kromosoma: nepoznat

## Vrste
1. Loxostigma brevipetiolatum W.T.Wang & K.Y.Pan
2. Loxostigma cavaleriei (H.Lév. & Vaniot) B.L.Burtt
3. Loxostigma damingshanensis (L.Wu & B.Pan) Mich.Möller & H.J.Atkins
4. Loxostigma dongxingensis (Chun ex K.Y.Pan) K.Y.Pan, L.E.Skog & A.L.Weitzman
5. Loxostigma fimbrisepalum K.Y.Pan
6. Loxostigma glabrifolium D.Fang & K.Y.Pan
7. Loxostigma griffithii (Wight) C.B.Clarke
8. Loxostigma hekouensis Lei Cai, Gui L.Zhang & Z.L.Dao
9. Loxostigma kurzii (C.B.Clarke) B.L.Burtt
10. Loxostigma longicaulis (W.T.Wang & K.Y.Pan) K.Y.Pan, L.E.Skog & A.L.Weitzman
11. Loxostigma mekongense (Franch.) B.L.Burtt
12. Loxostigma musetorum H.W.Li
13. Loxostigma puhoatense N.D.Do, N.S.Lý, D.H.Nguyen & T.H.Lê
14. Loxostigma vietnamense D.J.Middleton; u Gard. Bull. Singapore 75(2): 303 (2023), kao ´vietnamensis´